# Tom Clancy’s H.A.W.X
Tom Clancy’s H.A.W.X (High Altitude Warfare Experimental Squadron) ist ein Luftkampf-Computerspiel von Ubisoft. Es spielt in der nahen Zukunft in einer Welt, die zunehmend von privaten Militärunternehmen beherrscht wird. In der ersten Pressemitteilung von Ubisoft wurde es unter dem Arbeitstitel Tom Clancy’s Air Combat beworben. 2010 wurde mit Tom Clancy’s H.A.W.X 2 ein Nachfolger veröffentlicht.

## Spielprinzip

### Allgemein
H.A.W.X. bietet zwei verschiedene Spielmodi, zwischen denen im Spiel wahlweise umgeschaltet werden kann: den Assistance-On- und Assistance-Off-Modus [Assistance=Engl. Assistent]. Im Assistance-On-Modus sind Flughilfen aktiv, die verhindern, dass das Flugzeug in instabile Fluglagen gerät und so abstürzen kann. Allerdings verhindert der Assistance-On-Modus damit viele spektakuläre Manöver. So werden die Flughilfen im Assistance-Off-Modus abgeschaltet, parallel dazu wechselt die Ansicht in eine Ziel-Verfolgungs-Perspektive.
Der Assistance-Off-Modus lässt sich in zwei Varianten unterteilen: den Normalen und den Experten-Modus. Diese unterscheiden sich dahingehend, wie Steuereingaben umgesetzt werden. Im Normal-Modus bestimmt die Position des Eingabegerätes die Flugrichtung, während im Experten-Modus die Fluglage kontrolliert wird. Bewegt man den Joystick beispielsweise nach links, so neigt sich das Flugzeug im Normal-Modus um 90 Grad um die Längsachse nach links und zieht anschließend die Nase hoch, um eine Kurve zu fliegen. Im Experten-Modus würde dieselbe Lenkbewegung eine dauerhafte Rotation um die Längsachse hervorrufen. Um dieselbe Kurve wie im Normal-Modus zu fliegen, müsste man in der entsprechenden Position selbst den Joystick zu sich ziehen. Der Assistance-Off-Modus ist besonders im Luftkampf hilfreich.
Das Spiel besitzt ein Enhanced Reality System (ERS), das etwa Radar, Raketenaufschaltungserkennung oder ein Anti-Crash-System bietet. Das ERS enthält auch ein Flugleitsystem, um das Flugzeug zum Beispiel in eine optimale Angriffsposition für verdeckte Bodenziele zu bringen. All diese Fähigkeiten können abgeschaltet werden, um das Spiel ansprechender zu gestalten und dem Spieler eine bessere Manövrierfähigkeit zu geben.
Der Spieler kann zwischen Cockpit-Ansicht, First-Person- und Third-Person-Ansicht wechseln.

### Mehrspieler
Anders als in den meisten vergleichbaren Spielen erlaubt H.A.W.X. das Spielen der kompletten Kampagne auch im Mehrspieler-Modus. So können bis zu vier Spieler gleichzeitig eine Mission bewältigen. Es steht ihnen dabei frei, sich auf spezielle Aufgabenbereiche zu konzentrieren oder als Gruppe aufzutreten. Mittels Voice-Chat können die Spieler ihr Vorgehen jederzeit besprechen.
Daneben gibt es noch die Möglichkeit einfacher Spieler-gegen-Spieler-Partien. Hier treten bis zu acht Spieler gegeneinander an. Abschüsse werden im Multiplayer-Modus auch mit Erfahrungspunkten belohnt, welche zusätzliche Flugzeuge und Bewaffnungen freischalten.

### Enhanced Reality System
Das ERS, oder auch „Enhanced Reality System“, erlaubt dem Spieler eine präzise, computergenerierte Route abzufliegen, etwa um genau hinter das verfolgte Flugzeug zu gelangen, Bodenziele im richtigen Winkel anzufliegen oder Verfolgerraketen auszuweichen.
Das ERS gestaltet sich dabei als eine Art Tunnel, durch den der Spieler fliegen muss. Verlässt der Pilot diesen Tunnel vorzeitig, bricht das System nach kurzer Zeit zusammen, kann aber sofort wieder gestartet werden. In einigen Missionen ist das ERS sogar essenziell, etwa um eine sichere Route innerhalb eines hoch gesicherten Flugraums zu finden, ohne dabei sofort abgeschossen zu werden. Bei einigen schwierigen Gegnern lässt sich das ERS nicht etablieren, was den Schwierigkeitsgrad erhöht.
Weiterhin erlaubt H.A.W.X. die Befehlseingabe über ein Mikrofon.

### Steuerung
H.A.W.X. kann über alle gängigen Eingabegeräte gesteuert werden, ein optimales Spielerlebnis ist aber nur mit Joystick oder Gamepad zu erreichen.

## Handlung
In H.A.W.X. übernimmt der Spieler die Kontrolle über einen ehemaligen U.S.-Air-Force-Piloten, welcher nun von der PMC „Artemis Global Security“ (kurz: Artemis) angeworben wurde. Der Spieler fliegt dabei zusammen mit seinen beiden computergesteuerten Flügelmännern Einsätze unter anderem über Los Angeles, Chicago und Washington, D.C. Anfangs übernimmt der Spieler noch einfache Einsätze, welche zum Beispiel den Schutz von Bodentruppen oder das rasche Ausschalten von Abfangjägern oder Bombern beinhalten. Als der Spieler jedoch einen US-Navy-Kreuzerverband beschützt, welcher in der Magellanstraße (siehe Missionsbeschreibung der Mission Ulysses) operiert, taucht eine riesige Armada von Artemis’ Truppen aus dem Nebel auf und fordert die US Navy zur Kapitulation auf. Damit verletzt Artemis die Vereinbarung der Genfer Konvention, welche besagt, dass nur Mitglieder der UN Firmen wie Artemis unter Vertrag nehmen dürfen. Artemis arbeitet fortan für Las Trinidad und greift nun ohne Vorwarnung die USA an, wobei sich der Spieler mit seinen beiden Flügelmännern dazu entscheidet, wieder auf der Seite der Air Force zu kämpfen.
Später kann der Spieler mit knapper Not einen Anschlag auf die Air Force One und die NASA-Anlage von Cape Canaveral verhindern.
Am Ende des Spiels wird den PMCs ein Ende bereitet. In der Epilogmission eliminiert der Spieler in einem Luftangriff die als Kriegsverbrecher verurteilten Köpfe von Artemis Global Security.

## Flugzeuge
Folgende Flugzeuge tauchen im Spiel auf:
| - A-6A Intruder - A-7B Corsair II - A-10A Thunderbolt II - A-12 Avenger II (GAME pre-order bonus) - AV-8B Harrier II - EA-6B Prowler - EF-111A Raven - Eurofighter Typhoon - F-2 - F-20 Tigershark - F-4G Advanced Wild Weasel - F-5A Freedom Fighter - F-5E Tiger II - F-14A Tomcat - F-14B Bombcat - F-14D SuperTomcat - F-15 Active - F-15C Eagle | - F-15E Strike Eagle - F-16A Fighting Falcon - F-16C Fighting Falcon - F-22 Raptor - F-35 JSF - F-117 Nighthawk - FA-18 RC - FA-18C Hornet - FA-18E SuperHornet - Jaguar - Mig-21 Fishbed - Mig-25 Foxbat - Mig-29 Fulcrum - Mig-33 SuperFulcrum - Mirage III - Mirage IV P - Mirage 5 - Mirage 2000-5 | - Mirage 2000 C - Mirage F1 - Rafale C - Saab-39 Gripen - Su-25 Frogfoot - Su-27 Flanker - Su-32 FN - Su-34 Fullback - Su-35 SuperFlanker - Su-37 Terminator - Su-47 Berkut - X-29 - XA-20 Razorback (fiktionaler Jet) - YF-12A - YF-17 Cobra - YF-23 Black Widow II |